# Dmitri Alexejewitsch Gluchowski

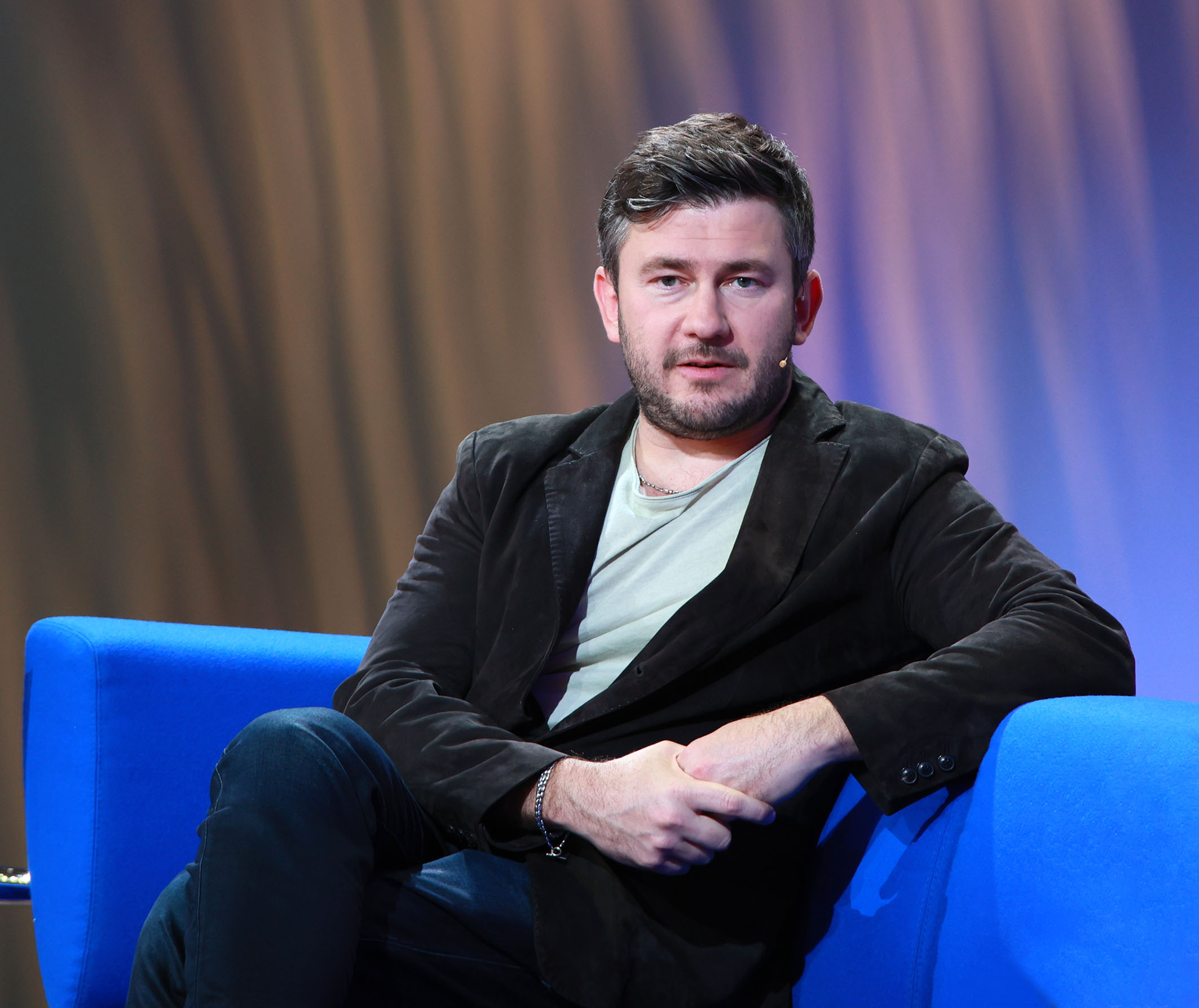
Dmitri Gluchowski auf der Frankfurter Buchmesse (2022)

Dmitri Alexejewitsch Gluchowski  (russisch Дмитрий Алексеевич Глуховский, wiss. Transliteration Dmitrij Alekseevič Gluchovskij, anglisiert Dmitry Alekseyevich Glukhovsky; * 12. Juni 1979 in Moskau, Russische SFSR, Sowjetunion) ist ein russischer Schriftsteller.

## Leben

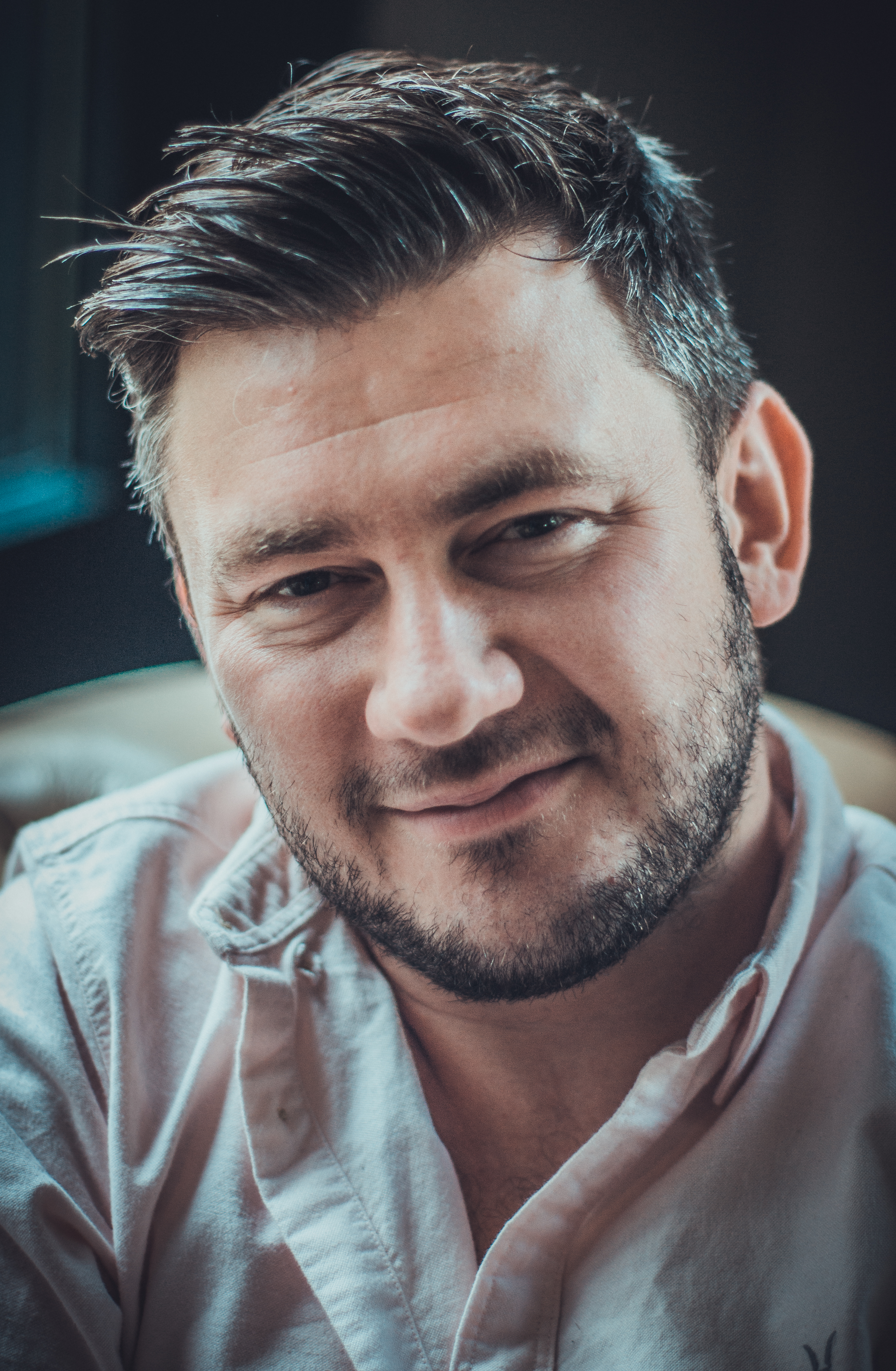
Dmitri Gluchowski (2018)

Gluchowski wuchs in seiner Heimatstadt Moskau auf und lernte am Polenow-Gymnasium №1231 Französisch. Anschließend studierte er Journalismus und Internationale Beziehungen an der Hebräischen Universität in Jerusalem. Er lebte bis zum Überfall Russlands auf die Ukraine 2022 in Moskau, hält sich seitdem aber im Ausland auf. Als Journalist schreibt er unter anderem für Zeitschriften wie Harper’s Bazaar, L’Officiel und den Playboy. Früher war er auch für den Fernsehsender Russia Today tätig.
Im Juli 2007 unternahm er die erste Direktübertragung vom Nordpol in Kooperation mit der Deutschen Welle und Sky News.
Sein Roman Metro 2033 spielt in der Moskauer Metro und war Grundlage für ein gleichnamiges Computerspiel. Die Fortsetzung trägt den Titel Metro: Last Light. Auf der Umgebung von Metro 2033 basieren auch einige Werke anderer Autoren, die auf der gleichen Ausgangslage aufbauen (siehe Metro-2033-Universum).
2009 erschien die Fortsetzung zu Metro 2033, Metro 2034. Der dritte Band der Reihe, Metro 2035, wurde 2015 veröffentlicht. Laut Süddeutscher Zeitung kritisiert Gluchowski darin „das System Putin“. 2018 erschien die deutschsprachige Übersetzung seines Romans Text, der in Moskau im Jahr 2016 spielt. Gluchowski bezeichnet ihn als Techno-Thriller und Krimi-Intrige. In der gleichnamigen Verfilmung des Romans hat Gluchowski einen Cameo-Auftritt.
Gluchowski opponierte öffentlich gegen den russischen Überfall auf die Ukraine 2022. Im Juni 2022 wurde er formell auf die russische Fahndungsliste gesetzt. Seine Bücher wurden aus den Auslagen russischer Buchhandlungen genommen und aus den Katalogen von Bibliotheken entfernt. Seit spätestens Juni 2022 lebt Gluchowski im europäischen Ausland im Exil. Im Oktober 2022 wurde er von Staats wegen als „Ausländischer Agent“ eingestuft. Im August 2023 wurde er in Abwesenheit zu acht Jahren Straflager verurteilt.
Gluchowski spricht neben seiner Muttersprache Russisch auch Deutsch sowie nach eigenen Angaben auch Englisch, Französisch, Hebräisch und Spanisch.

## Politische Ansichten und Aktivitäten
Politisch ist Gluchowski ein Kritiker der Verhältnisse unter Wladimir Putin. In Interviews für Die Zeit 2016, den Focus 2018 und seinem Buch Text äußerte er seine Sicht zu Russland. Nahezu sämtliche Medien seien unter der Kontrolle von Freunden und Anhängern Putins. Im Fernsehen würden zwar Diskussionen stattfinden, an denen auch „einige domestizierte Liberale“ teilnehmen dürften, letztlich sei das Ganze jedoch weitgehend „inszeniert und orchestriert“. Das Internet sei im Gegensatz zu China oder im Iran zwar frei, jedoch arbeiteten ganze Armeen von bezahlten Internet-Trollen daran, Informationen zu bestreiten und zu verwischen. Unwillkommene Nachrichten würden mit „Zusatzinformationen geflutet, mit Details, Simultanversionen, anderen Blickwinkeln, Nebensächlichkeiten und Absurditäten“. Es würden sogar Kommentatoren bezahlt, die gezielt liberale Ansichten verbreiteten, um dann anschließend von Regierungstreuen als „armselige Irre“ vorgeführt zu werden. Der Adressat solle darin „verloren gehen, den Blick für das Wesentliche verlieren, ermüden“.
Jahrelang habe die Staatsmacht unter Putin nach einer Ideologie gesucht und Verschiedenes ausprobiert, etwa die Modernisierung, die Wiederbelebung der orthodoxen Tradition, aber nichts habe wirklich Wurzeln geschlagen. Seit einiger Zeit sei der „Flaschengeist des Nationalismus und Imperialismus“ wieder hervorgeholt worden. Putin habe keinen „Masterplan für Russland“, er sei „kein Stratege, höchstens ein talentierter Taktiker“, er observiere und reagiere und handele situativ. Er habe kein Projekt, sondern habe eine „private Firma aus Russland gemacht“ und damit eine Zweiklassengesellschaft geschaffen: Leute, die zum Machtapparat gehören, und alle anderen, die ausgeschlossen sind. Dies beinhalte das Fehlen jeglicher Rechtssicherheit.
2017 erwähnte Gluchowski in einem Interview mit der mittlerweile eingestellten Nowaja gaseta den Zusammenbruch der Ethik und das Eindringen einer Gefängniskultur in das tägliche Leben: Im Gegensatz zum Westen gebe es in Russland keinen Schutz des Bürgers durch Regeln und Gesetze. Andererseits machten Stiefel und Panzerketten in europäischen Ländern die Russen stolz, ganz gemäß Nikolai Berdjajew, der postuliert hätte: Die einzige in Russland verwurzelte nationale Idee sei die Expansion. Putin könne sich keine Veränderungen leisten, seine einzige Initiative sei die Annexion der Krim gewesen.
2018 beschrieb Gluchowski in einem Gastbeitrag mit dem Titel Der Westen und wir für Die Zeit, was in der Beziehung Russlands zum Westen seit dem Mauerfall schiefgelaufen sei. Im selben Jahr verurteilte er in dem Gastbeitrag Um die Kinder kümmert sich der Geheimdienst für die Frankfurter Allgemeine Zeitung den Generalangriff des Staates auf die eigene Jugend. Zugleich kritisierte er im Gespräch mit Spiegel Online Korruption und die gesellschaftlichen Verhältnisse in Russland.
Die Rechtsunsicherheit gegenüber russischen Behörden und Sicherheitskräften nannte Gluchowski 2019 eine Hydra, der gegenüber die Zivilgesellschaft ohnmächtig sei. „Der Machtapparat versucht, alles zu verbieten, was lebendig und echt ist im gesellschaftlich-kulturellen Leben in Russland“ war seine Aussage im Herbst 2021.
Gluchowski verurteilte den russischen Überfall auf die Ukraine 2022 unmittelbar nach dessen Beginn. Im März 2022 gehörte er zu den Unterzeichnern eines Appells russischsprachiger Schriftsteller an alle Russisch sprechenden Menschen, innerhalb Russlands die Wahrheit über den Krieg in der Ukraine zu verbreiten. In einem Interview mit RFERL stellte sich heraus, dass Gluchowski sich nach Kriegsausbruch zu einer echten politischen Emigration entschlossen hatte. Diese Entscheidung könne er treffen, weil er sich stets um Freiheit bemüht hätte. Das könnten nicht alle Russen: „Die Bewohner einer gewöhnlichen russischen Stadt haben keinen Wunsch nach Freiheit, weil andere, viel grundlegendere Wünsche nicht erfüllt wurden; zunächst nach Sicherheit, dann nach Nahrung, dann nach etwas Wohlstand, nach gewöhnlicher Menschenwürde, nach Grundrechten.“ Der Wunsch nach „Stabilität“ sei eigentlich eine Angst, selbst wenigen Besitz zu verlieren. Dank der hysterischen Propaganda, die nun durch die Decke ging, sei jeder, der zweifle, ein Staatsverräter und jeder, der schweige, verdächtig. Der Totalitarismus sei nun mit diesem Zwang zur offenen Zustimmung in Russland fest etabliert. Gluchowski beschrieb die Elite im Mai 2022 als „diebische Dumpfbacken, die nach einem Verständnis von Gaunern leben […] und dabei die Befehle eines entrückten, heuchlerischen Greises mit einer persönlichen Krise ausführen“.
2023 wurden russische Buchhandlungen und Bibliotheken angewiesen, die Werke Gluchowskis aus dem Angebot zu nehmen. Das Kulturministerium in Moskau dementierte allerdings, dass es Listen mit „verbotenen Büchern“ gebe.
Wegen seiner Äußerungen zum russischen Angriffskrieg wurde der im Exil in Spanien lebende Gluchowski am 21. März 2023 in Moskau angeklagt und am 7. August 2023 von einem Moskauer Gericht zu acht Jahren Straflager verurteilt.

## Publikationen
- Метро 2033, 2007

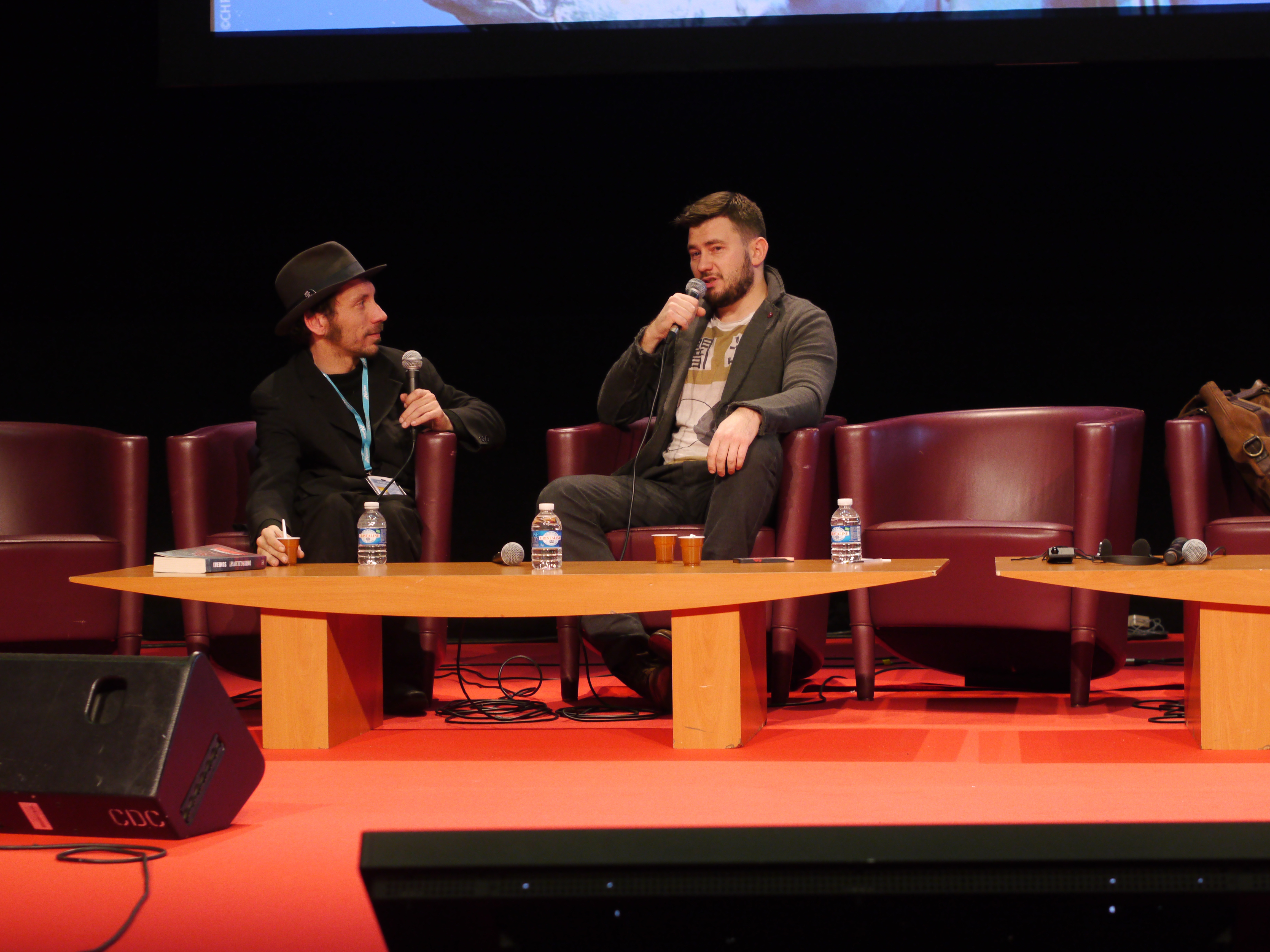
Dmitri Gluchowski (rechts) im Oktober 2014

  - Auf Deutsch: Metro 2033. Aus dem Russischen von David Drevs, 2008 / Taschenbuch, 2012
- Сумерки (Zwielicht), 2007
  - auf Deutsch: Sumerki. Aus dem Russischen von David Drevs, 2010 / Taschenbuch, 2018
- Метро 2034, 2009
  - auf Deutsch: Metro 2034. Aus dem Russischen von David Drevs, 2009 / Taschenbuch, 2014
- Будущее (Zukunft), 2013
  - Auf Deutsch: FUTU.RE. Aus dem Russischen von David Drevs, 2014 / Taschenbuch, 2016
- Метро 2035, 2015
  - auf Deutsch: Metro 2035. Aus dem Russischen von David Drevs, 2016 / Taschenbuch, 2018
- Текст, 2017
  - auf Deutsch: Text. Aus dem Russischen von Franziska Zwerg, 2018 / Taschenbuch, 2020
- Пост, 2017
  - auf Deutsch: Outpost. Der Posten. Aus dem Russischen von Jennie Seitz, Maria Rajer, 2021
- Metro – Die Trilogie.
  - Metro 2033, Metro 2034, Metro 2035 sowie Das Evangelium nach Artjom, Das Ende der Straße. Aus dem Russischen von David Drevs, 2019
- Рассказы о Родине
  - auf Deutsch: Geschichten aus der Heimat. Aus dem Russischen von Christiane Pöhlmann, Franziska Zwerg und David Drevs, 2022
- Пост 2, 2017
  - auf Deutsch: Outpost. Der Außenposten. Aus dem Russischen von Jennie Seitz, Maria Rajer, 2023
- Wir. Tagebuch des Untergangs. Aus dem Russischen von David Drevs. Wilhelm Heyne Verlag, München 2024, ISBN 978-3-453-21892-5.

Hörbücher
- Metro 2033. Gelesen von Oliver Brod, Random House Audio, 2014, ISBN 978-3-8371-2754-6 (ungekürzte Lesung, 1342 Min.)
- Metro 2034. Gelesen von Detlef Bierstedt, Der Audio Verlag (DAV), Berlin, 2009, ISBN 978-3-89813-886-4 (Lesung, 6 CDs, 451 Min.)
- Metro 2035. Gelesen von Oliver Brod, Random House Audio, 2016, ISBN 978-3-8371-3513-8
- Text. Gelesen von Oliver Brod, 2020
- Geschichten aus der Heimat. Gelesen von Oliver Brod, Random House Audio, 2022
- Wir. Tagebuch des Untergangs. Gelesen von Oliver Brod, Random House Audio, 2024